# Ортнвил (Минесота)
Ортнвил (енгл. Ortonville) град је у америчкој савезној држави Минесота.

## Демографија
По попису из 2010. године број становника је 1.916, што је 242 (-11,2%) становника мање него 2000. године.
| Група             | 2000.         | 2010.         |
| Белци             | 2.105 (97,5%) | 1.849 (96,5%) |
| Афроамериканци    | 9 (0,4%)      | 6 (0,3%)      |
| Азијати           | 2 (0,1%)      | 1 (0,1%)      |
| Хиспаноамериканци | 12 (0,6%)     | 20 (1,0%)     |
| Укупно            | 2.158         | 1.916         |